# Тайгарт-Крик
Тайгарт-Крик (англ. Tygart Creek) — река в США, на западе штата Западная Виргиния. Приток реки Литл-Канова, которая в свою очередь является притоком реки Огайо. Составляет около 23,3 км в длину; площадь водосборного бассейна — 132 км².
Протекает через южную часть округа Вуд. Берёт начало к югу от невключённой территории Рокпорт и течёт преимущественно в северном направлении. Впадает в реку Литл-Канова в 10,8 км от её устья в городе Паркерсберг и в 3,2 км к северу от Минерал-Уэлс. Около 71 % от площади бассейна реки составляют леса, главным образом широколиственные. 28 % занимают пастбища и сельскохозяйственные угодья.